# Theodor Reppe
Theodor Reppe (* 27. August 1986 in Dresden), arbeitet als IT-Consultant und Systemadministrator. Bekannt wurde er als Inhaber der deutschen Domain für WikiLeaks, www.wikileaks.de, und als Mitglied der Piratenpartei Deutschland. Er betreibt u. a. einen Proxy-Server zur Anonymisierung im Internet.

## Einrichtung der deutschen Domain für WikiLeaks
Dabei handelt es sich um eine Domain wie wikileaks.org, die die Erreichbarkeit von WikiLeaks auch für den Fall garantieren soll, dass einzelne Internetprovider oder Länder die primäre Domain sperren oder schließen lassen. Theodor Reppe registrierte die Domain 2006, als er von der Gründung von WikiLeaks erfuhr, um das Projekt zu unterstützen. Der Nutzen für WikiLeaks erwies sich 2010, als die ursprüngliche Hauptseite Angriffen durch Distributed-Denial-of-Service-Attacken ausgesetzt war, auf Server der Amazon Web Services auswich und dort gesperrt wurde.

## Hausdurchsuchungen
Am 24. März 2009 durchsuchte die Polizei Theodor Reppes Wohnung unter dem Vorwurf der Verbreitung pornographischer Schriften, wobei ein PC und eine Festplatte beschlagnahmt wurden. WikiLeaks hatte vorher eine Liste von in Australien zensierten Internetadressen veröffentlicht, die auch diejenigen von Seiten mit kinderpornographischem Inhalt aufführte. Reppe erklärte sich nicht für die von WikiLeaks verbreiteten Inhalte verantwortlich, sondern erklärte, mit der Registrierung der Domain WikiLeaks allgemein unterstützen zu wollen. Die Piratenpartei kritisierte in der Folge rechtliche Mängel bei der Durchsuchung und Unwissenheit der Polizeibeamten in Bezug auf Zusammenhänge der Informationshaltung im Internet. Ihr damaliger Vorsitzender Dirk Hillbrecht warf den Behörden „technische Inkompetenz“ und „Aktionismus“ vor.
Bereits zwanzig Monate vorher waren unter dem Vorwurf der Verbreitung von Kinderpornographie bei Reppe PC und Datenträger beschlagnahmt worden. Reppe unterhielt einen Tor-Server zur Anonymisierung von Verbindungsdaten im Internet. Das Material aus dieser Beschlagnahme wurde folgenlos zurückerstattet.
Im März 2011 wurde Reppe in beiden Fällen vom Amtsgericht Dresden freigesprochen – eine Entscheidung, die im Januar 2012 rechtskräftig wurde.

## Einstellung zu WikiLeaks
Im Januar 2011 äußerte sich Reppe in einem Interview solidarisch mit Julian Assange, kritisierte aber, dass bei WikiLeaks besser Inhalte statt Personen im Vordergrund gestanden hätten. Er habe keinen Kontakt mehr zu Daniel Domscheit-Berg und arbeite nicht bei dessen Projekt OpenLeaks mit, erwarte aber das Entstehen weiterer Enthüllungsplattformen. Er befürchtete keine beruflichen oder sonstigen Konsequenzen durch seine Tätigkeit, wenngleich noch das Strafverfahren gegen ihn lief.